# Acacia confusa
Acacia confusa ist eine Pflanzenart aus der Gattung der Acacia innerhalb der Familie der Hülsenfrüchtler (Fabaceae). Sie ist in Südostasien, auf den Philippinen, auf Taiwan und in Südchina heimisch, gilt in manchen tropischen Gebieten des Pazifiks, insbesondere auf Hawaii als invasive Pflanze und wird unter anderem als Färber- und Arzneipflanze verwendet.

## Beschreibung

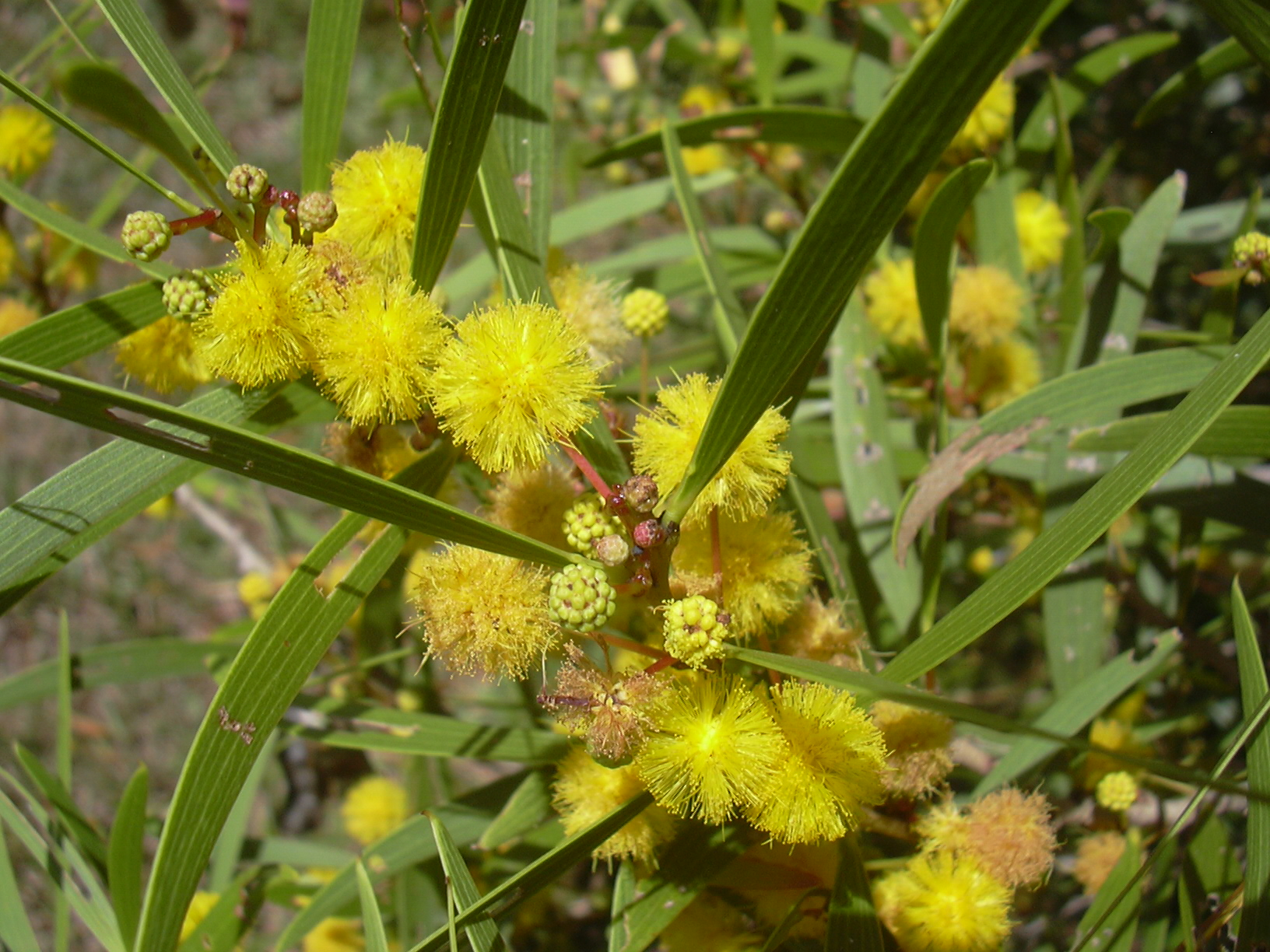
Zweig mit Phyllodien und vielen köpfchenförmigen Blütenständen, die jeweils viele gelbe Blüten enthalten

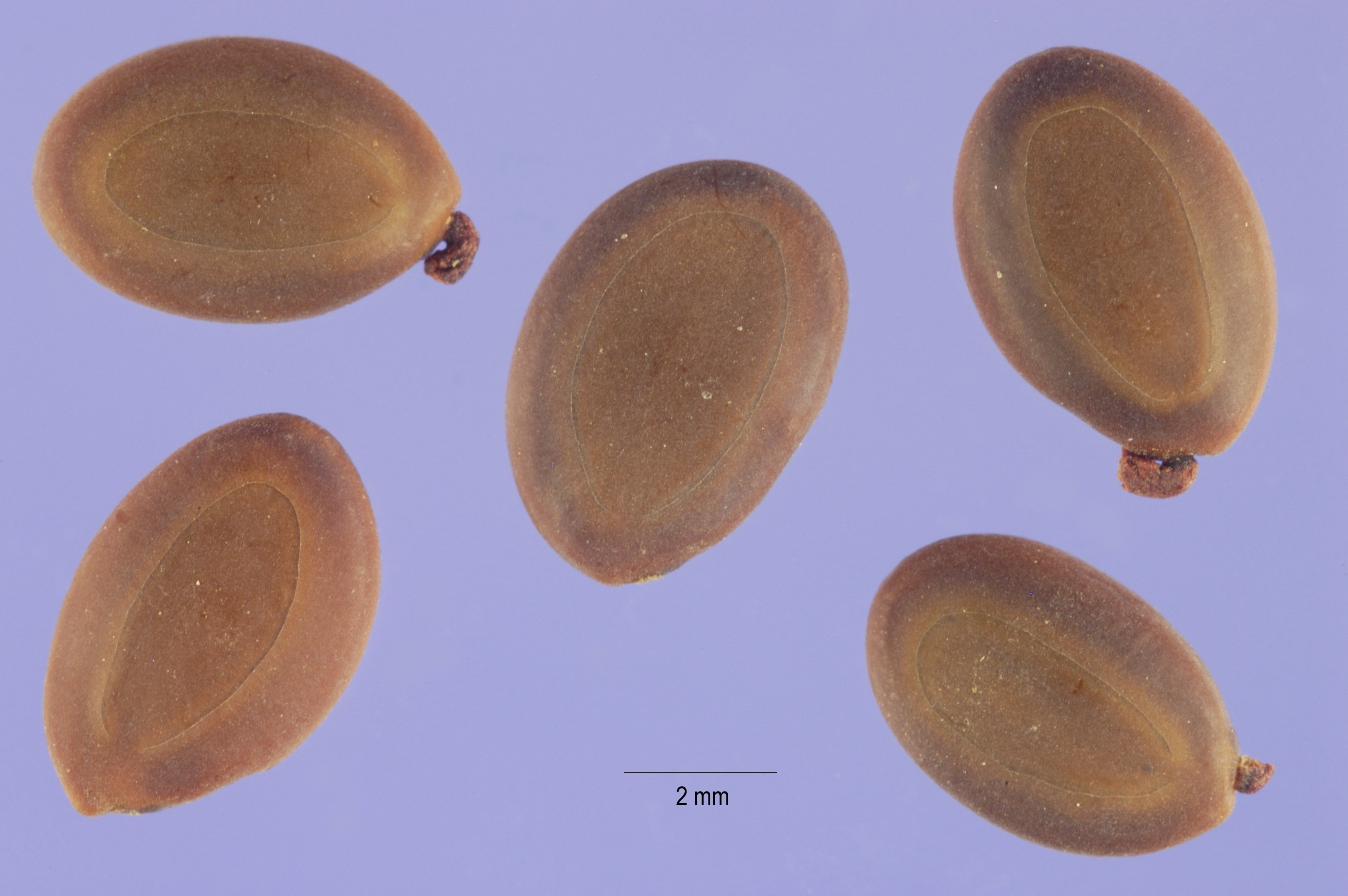
Samen

### Vegetative Merkmale
Acacia confusa wächst als immergrüner Baum, der Wuchshöhen von 6 bis 15 Meter erreichen kann. Die Borke ist glatt. Die Äste weisen eine graue bis braune Rinde und keine Dornen auf. Die dünnen Zweige haben einen eckigen Querschnitt.
Die geraden oder leicht sichelartig gebogenen, ledrigen Phyllodien sind bei einer Länge von 6 bis 10 Zentimetern und einer Breite von meist 0,5 bis 1,3 Zentimetern lineal-lanzettlich. Sowohl die Blattoberseite als auch die Blattunterseite ist kahl. Die Basis des Phyllodium ist genauso wie das obere Ende zugespitzt, wobei das obere Ende leicht stumpf ist und meist eine hakenartige Spitze aufweist.

### Generative Merkmale
Die Blütezeit von Acacia confusa erstreckt sich in China von März bis Oktober. Die kugeligen Blütenstände werden etwa 0,7 Zentimeter groß und stehen achselständig in Zweier- bis Dreibüscheln zusammen oder auch einzeln. Die dünnen Blütenstandsstiele sind 0,7 bis 1,3 Zentimeter lang.
Die duftenden, goldgelben, zwittrigen Blüten sind radiärsymmetrisch mit doppelter Blütenhülle. Die Kelchblätter sind 1 bis 1,3 Millimeter lang. Die grünlichen Kronblätter sind 1,5 bis 1,9 Millimeter groß. Die zahlreichen Staubblätter sind etwa 3,5 Millimeter lang. Das einzelne Fruchtblatt ist zottig behaart und gelbbraun. Der Griffel ist rund 4 Millimeter groß.
Die flachen schwarzbraunen Hülsenfrüchte weisen eine Länge von 4 bis 12 Zentimetern sowie eine Breite von 0,7 bis 1 Zentimetern auf. Die Samen sind bei einer Länge von 5 bis 6 Millimeter und einer Dicke von 3,5 bis 5 Millimeter elliptisch. Die Samen reifen in China von August bis Dezember.

### Chromosomenzahl
Die Chromosomenzahl beträgt 2n = 26.

## Vorkommen
Das natürliche Verbreitungsgebiet von Acacia confusa liegt auf den Philippinen. In weiten Teilen Chinas und auf Taiwan wird diese Art kultiviert. Auf Hawaii sowie auf Hispaniola ist Acacia confusa verwildert und gilt dort als invasive Pflanze.

## Nutzung und Inhaltsstoffe
Neben der geringen Bedeutung als Brennholz gilt Acacia confusa als Färbe- und Arzneipflanze. In der Wurzelrinde finden sich bis zu 1,43 % N-Methyltryptamin (NMT) und 1,15 % N,N-Dimethyltryptamin (DMT) sowie Tannine in Konzentrationen bis zu 35 %. Der Stamm enthält ebenfalls die Alkaloide NMT und DMT, allerdings in viel geringeren Konzentrationen von 0,04 % beziehungsweise 0,01 %. Die Samen enthalten die giftige Oxalyldiaminopropionsäure, welche Spastiken und krampfhafte Lähmungen, bis hin zum Tod, verursachen kann. Die Blätter enthalten drei verschiedene Verbindungen des Flavonoids Myricetin sowie Lupeol, Taraxerol und möglicherweise Stigmasterol.
Acacia confusa wird in der traditionellen chinesischen Medizin bei Entzündungen, Fieber, Blutkrankheiten und zur Stärkung der Leber verwendet. Mehrere Untersuchungen belegen, dass sowohl die Rinde als auch das Kernholz durch ihren hohen Gehalt an Phenolen starke antioxidative Eigenschaften besitzen. In einer weiteren Studie konnten Rindenauszüge mit dem Wirkstoff Gallussäure die Leber von Ratten mit chronischen Leberbeschwerden verbessern oder die Aktivität des Hepatitis C Virus unterdrücken. Außerdem konnte nachgewiesen werden, dass Pflanzenextrakte eine starke Phytotoxizität besitzen, was auf allelopathische Eigenschaften von Acacia confusa schließen lässt.

## Systematik
Die Erstbeschreibung von Acacia confusa erfolgte 1910 durch Elmer Drew Merrill in Philippine Journal of Science, Band 5, Nummer 1, Seite 27–28. Ein Synonym für Acacia confusa Merr. ist Racosperma confusum (Merr.) Pedley.